# Migrationsrätt
Migrationsrätt är ett samlingsbegrepp på det område inom juridiken som behandlar rätten för en utländsk medborgare att befinna sig i Sverige. Den främsta lagen inom migrationsrätten är Utlänningslagen (UtlL).
Det är den nationella staten som medger och formulerar rättigheter och skyldigheter för utlänning på statens territorium. En internationell eller global Migrationsrätt finns alltså inte.
I Sverige är det Migrationsverket som har hand om migrationsärenden. Är sökanden missnöjd med Migrationsverkets beslut kan denna överklaga till Migrationsdomstolen. Är sökanden missnöjd med Migrationsdomstolens beslut finns det även möjlighet att överklaga till ytterligare en instans, nämligen Migrationsöverdomstolen. För att få upp ett mål i Migrationsöverdomstolen krävs prövningstillstånd.
I ett migrationsärende är det vanligt att sökanden erhåller ett offentligt biträde. Biträdet är vanligtvis en advokat eller biträdande jurist på en advokatbyrå. Biträdet hjälper den sökanden med kommunikationen med Migrationsverket och eventuellt domstolen.